# Colégio dos Jesuítas (Portimão)
O Colégio dos Jesuítas, igualmente conhecido como Colégio de São Sizenando ou Colégio de São Francisco Xavier, é um monumento religioso na cidade de Portimão, na região do Algarve, em Portugal. É principalmente conhecido pela sua igreja, denominada de Igreja da Misericórdia de Portimão ou  Igreja da Santa Casa da Misericórdia de Portimão. O colégio começou a ser construído em 1660, por iniciativa de D. Diogo Gonçalves, tendo a igreja sido aberta ao culto em 1707, como parte da Companhia de Jesus. Foi muito danificado pelo Sismo de 1755, tendo a queda de escombros provocado seis mortos. Em meados do século XVII passou a ser um convento da Ordem de São Camilo de Lélis, na sequência da expulsão dos jesuítas de Portugal. O Marquês de Pombal tentou converter o antigo colégio numa sé e palácio episcopal, como parte de um programa de divisão da Diocese do Algarve, mas o processo não chegou a avançar. Foi encerrado em 1834, no âmbito da extinção das ordens religiosas, tendo as várias partes do edifício sido reutilizadas de diversas formas, como hospital, sede da Junta de Freguesia de Portimão, lar de terceira idade, e museu. A igreja esteve encerrada desde a década de 1970 até 2008, quando foi alvo de obras de recuperação.
É considerado como um das principais obras da arquitectura portuguesa do século XVII, apresentando uma miscelânea de correntes artísticas, combinando a sobriedade maneirista com a sumptuosidade do barroco, sendo este estilo visível principalmente nos retábulos da capela-mor e das capelas colaterais, decorados com rica talha dourada setecentista. O elemento mais destacado do conjunto é a monumental fachada, que domina a praça em frente, e que está dividida em três partes, sendo a central correspondente à igreja, e as laterais às antigas alas do colégio.

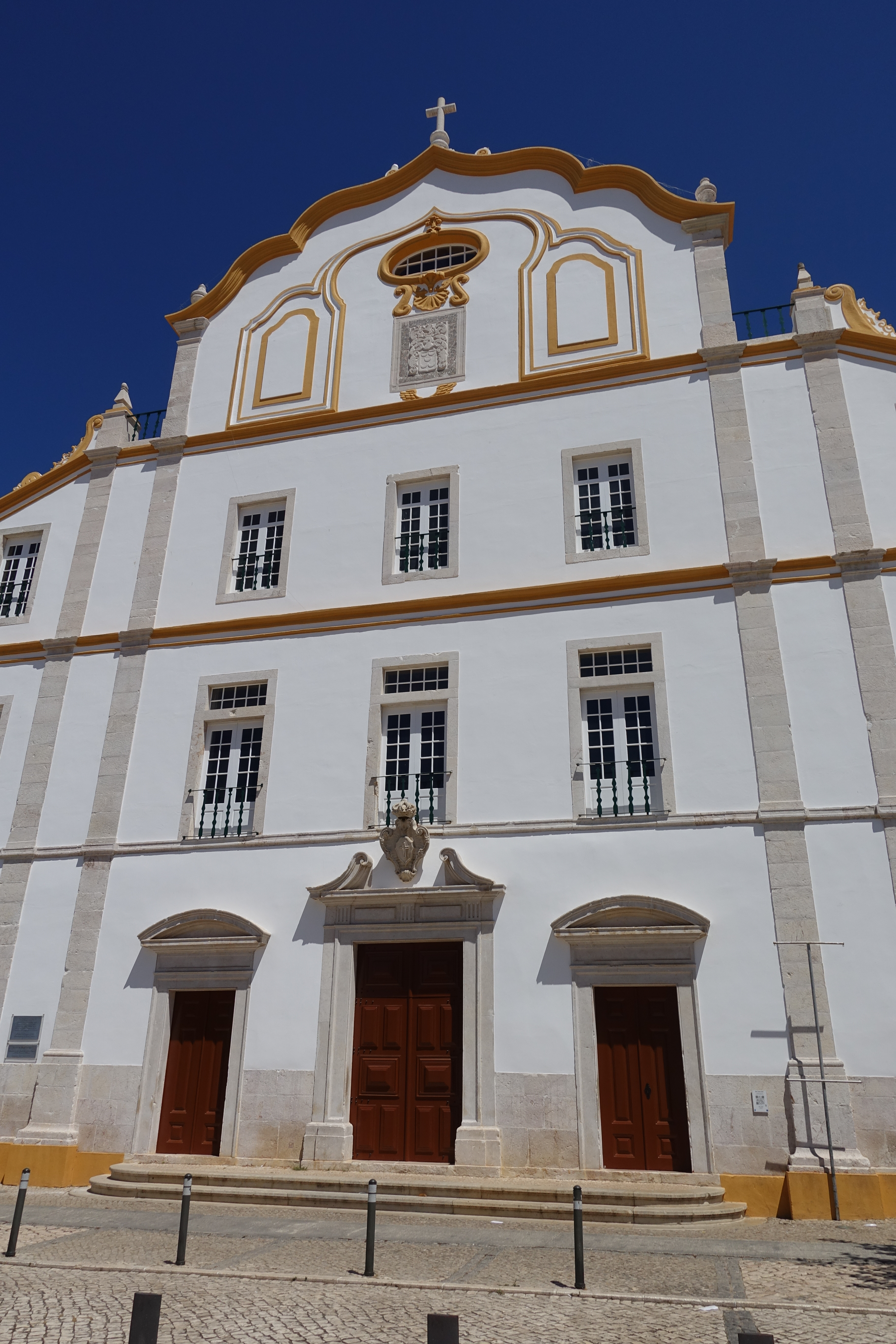
Detalhe da igreja na fachada principal.

## Descrição

### Importância
O Colégio dos Jesuítas é considerado um dos principais monumentos não só de Portimão mas do Algarve, destacando-se em relação aos outros edifícios históricos da cidade devido à sua posição e dimensões, que o ressalvam em relação ao casario em redor. Devido ao seu longo tempo de construção, o monumento enquadrou-se num período de transição artística, com as novas tendências do barroco a imporem-se em relação às linhas mais austeras do maneirismo, que eram principalmente escolhidas para as casas jesuíticas. Desta forma, apresenta uma mistura de elementos maneiristas e barrocos, sendo considerado um dos mais destacados exemplos da arquitectura nacional do século XVII.

### Composição e localização
O antigo Colégio dos Jesuítas consiste num edifício de grandes dimensões, com uma planta de forma rectangular, com uma igreja no centro, em cuja cabeceira se situam a sacristia e outras dependências, e um pátio interno. Em redor destes espaços existe um corredor que dava acesso às antigas instalações colegiais, e que se situavam nas várias alas extremas, organização que se repete no primeiro andar. Está situado num dos locais mais elevados no centro de Portimão, nas imediações da Igreja Matriz. Tem acesso pela Avenida de São João de Deus na Praça da República, confinando igualmente com a Rua Diogo Gonçalves.
A fachada principal do antigo colégio, virada para o oceano, é igualmente de grandes dimensões, e apresenta uma organização simples e simétrica, em forma de triângulo, tendo o corpo central da igreja sido integrado no conjunto, correspondendo ao ponto mais elevado. Integra-se no estilo chão, seguindo um classicismo simplificado e sóbrio e com poucos elementos decorativos, realçando a importância das grandes casas religiosas. A divisão entre a igreja e as alas laterais do antigo colégio é representada por duplas pilastras, na fachada. Está dividida em vários registos, possuindo no centro três portais de verga recta que dão acesso à igreja, sendo o central de maiores dimensões, numa solução semelhante à do antigo colégio jesuíta de Faro (posterior Teatro Lethes). Os registos superiores são abertos por janelas de cantaria com guarda, possuindo igualmente um óculo no centro do frontão, com contracurvas. Destacam-se igualmente um brasão em calcário junto ao óculo, e uma coroa real sobre a porta principal.

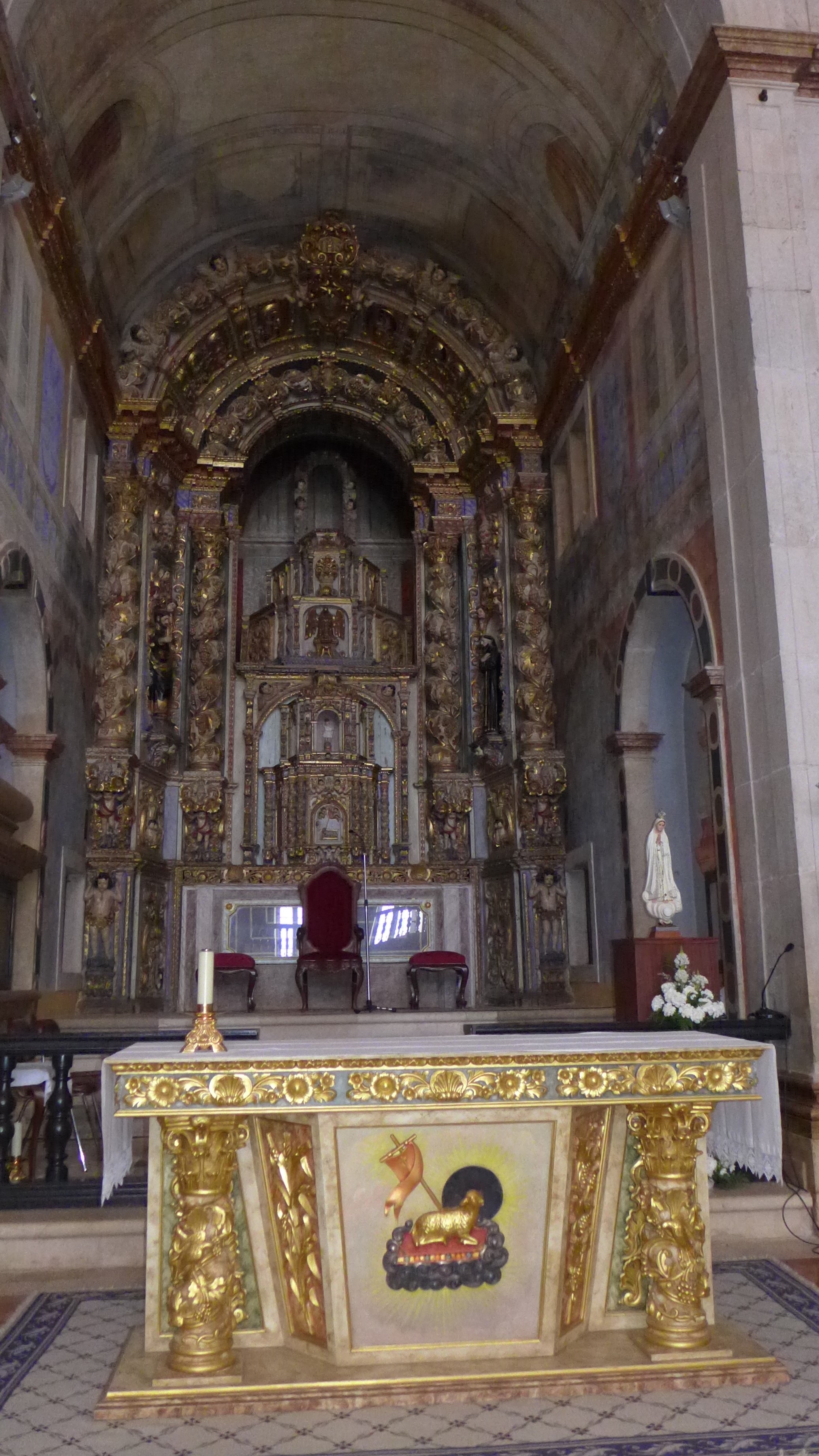
Capela-mor da igreja, em 2016.

### Igreja
A igreja é dedicada a São Francisco Xavier. Foi organizada de forma típica para os templos jesuíticos do seu período, com uma só nave, coberta por uma abóbada de berço, cabeceira tripla, e seis capelas laterais rematadas por tribunas. Conta com um transepto, de forma inscrita, e possui um coro-alto, em madeira. As capelas laterais são pouco profundas, sendo sobrepostas por tribunas. Entre duas destas capelas situa-se um púlpito duplo, sendo desta forma semelhante à Igreja do Espírito Santo em Évora, que também pertenceu à Companhia de Jesus. Tanto a capela-mor como as capelas colaterais que a rodeam atingem uma profundidade maior, possuindo estas últimas arcos mais baixos, e encimados por tribunas, formando desta forma uma janela serliana. Na parte superior do conjunto situa-se um nicho envidraçado e com moldura em alvenaria, onde é preservada uma imagem de Nosso Senhor dos Aflitos, pela qual a população portimonense sempre teve uma especial devoção. Na capela-mor e nas colaterais encontram-se retábulos barrocos, com rica talha dourada dos princípios do século XVIII, fabricada pelo mestre Manuel Martins. Este foi considerado como o principal autor de talha dourada na região do Algarve, tendo sido responsável pela execução de importantes trabalhos, como o retábulo na Capela das Almas, no interior da Sé de Faro, e a capela-mor na Igreja Matriz de Querença. O retábulo da capela-mor apresenta uma planta de forma côncava, cuja tribuna central, possui um trono piramidal em degraus, e um sacrário. Uma particularidade deste conjunto é a forma como o corpo central é corto em ângulo pelas ilhargas. Esta solução é semelhante à encontrada nas igrejas de Nossa Senhora do Rosário, em Olhão, e do Carmo, em Faro, entre outras. Também é de interesse a forma como o sacrário foi colocado na parte inferior da tribuna, remetendo o trono para a parte superior. Os retábulos nas capelas colaterais apresentam uma fórmula semelhante à da capela-mor, mas com as colunas externas a acompanharem o pé-direito do corpo, enquanto que as restantes, rematadas por pilastras, apenas se cingem ao nicho. Destacam-se igualmente os elementos dos áticos, que acompanham a organização tripartida do corpo, e que são rematados por arcos salomónicos de volta perfeita.
Destacam-se igualmente os frescos, as imagens de Senhor Crucificado na capela-mor e de São Camilo de Lélis e de Santo António, o ostensório, e o mausoléu de D. Diogo Gonçalves. Este último está situado na capela-mor, num arcosólio de volta perfeita. No frontispício da arca tumular do fundador está a inscrição: «S.A DIOGO GTZ. CAVAL.RO DA CAZA DE SUA MG.DE E NA INDIA CAPITÃO DA GUARDA E VEDOR DA CASA DO VICE-REI P.O DA SILVA N.AL D´ESTA V.A E VERDAD.RO PAE DA PATRIA P.A CUJO ENSINO FUNDOU ESTE COLL.O Á CO.M P.A DE IHS QUE DOTOU DE BOAS RENDAS P.A TER M.S DE ESCOLA, LATIM CASOS CO.M DUAS CAPELLANIAS. ELLE LHE LANÇOU A PR. PEDRA DIA DAS ONZE MIL VIRG.ES DO ANNO DO 1660 E DEDICOU A SUA IGREJA A S. FRANCISCO XAVIER APOST.O DA INDIA. FALLECEU DE 73 ANNOS DE ID.E AOS 17 DE JUNHO DE 1664». (Sepultura de Diogo Gonçalves, cavaleiro da casa de Sua Magestade e na Índia capitão da guarda e vedor da Casa do Vice-Rei, Pedro da Silva, natural desta vila e verdadeiro pai da pátria, para cujo ensino fundou este colégio à Companhia de IHS [Jesus] que dotou de boas rendas para ter mestres de escola, latim e casos, com duas capelanias. Ele lhe lançou a primeira pedra no dia das Onze Mil Virgens [21 de Outubro] do ano de 1660 e dedicou a sua igreja a São Francisco Xavier, Apóstolo da Índia. Faleceu aos 73 anos de idade, a 17 de Junho de 1664.) No topo superior da ilharga existe uma segunda inscrição: «ESTAM TAMB.M OS OSSOS DE D.A INEZ DE SOUZA SUA F.A» (Estão também os ossos de Dona Inês de Sousa, sua filha), enquanto que no topo inferior está escrito «ESTAM TAMB.M OS OSSOS DE IZABEL DE SOUZA SUA MULHER». (Estão também os ossos de Isabel de Sousa, sua mulher). Também é de especial interesse um arco manuelino no interior da igreja, que poderá ter vindo de um outro edifício mais antigo.

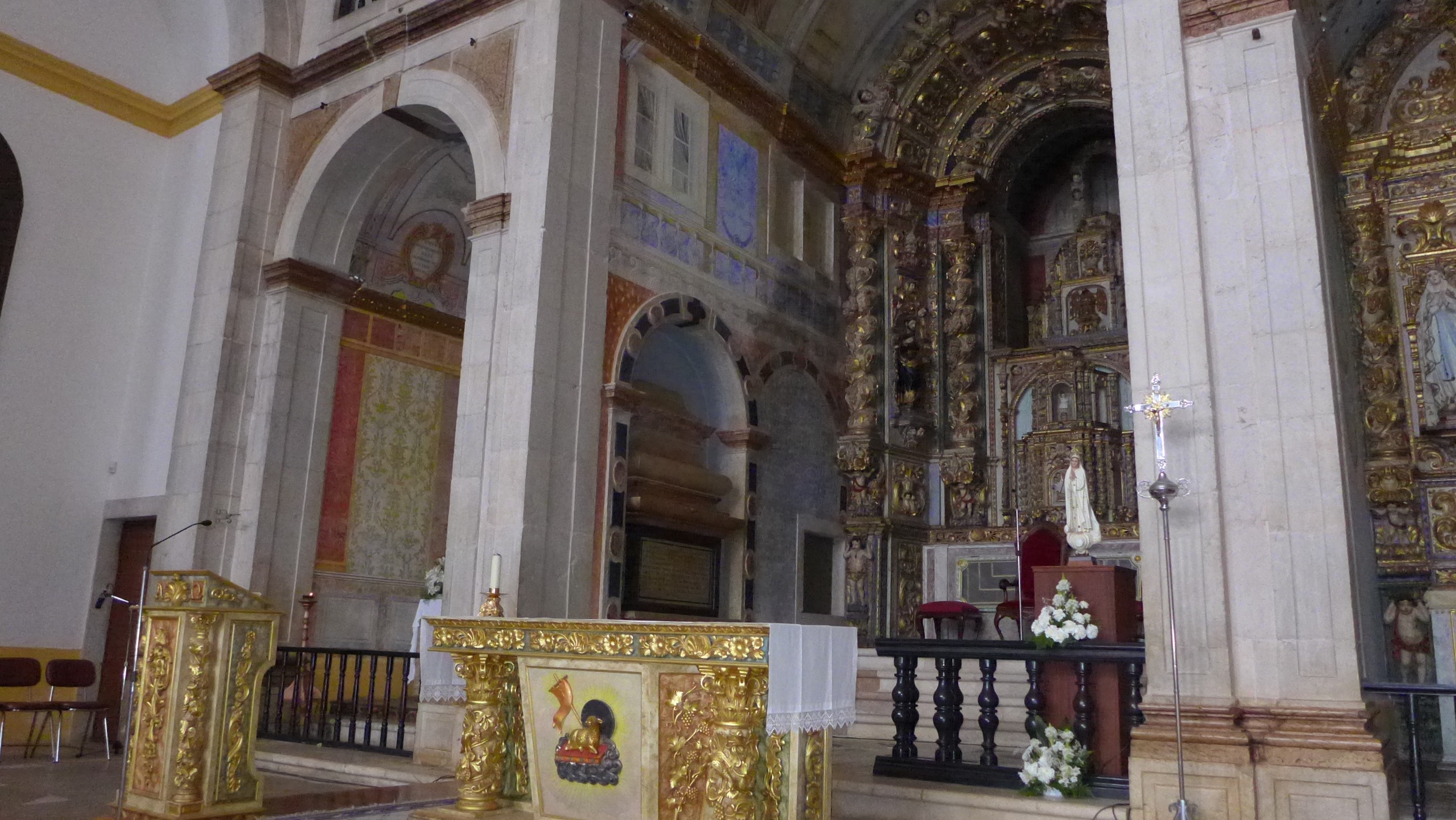
Interior da igreja, vendo-se no centro ao fundo o túmulo de Diogo Gonçalves.

## História

### Fundação
Segundo a obra O Colégio Jesuíta de Vila Nova de Portimão: Comunidade e Património, de Ana Figueiredo, a instalação de um colégio revestia-se de uma grande importância para a vida cultural e religiosa das comunidades, uma vez que permitia a educação básica e religiosa, «numa altura em que o Algarve era uma região ainda mais periférica em relação ao centro de poder, em Lisboa». Desta forma, em 1616 foi fundado o Colégio de Santiago Maior (posterior Teatro Lethes) em Faro, e Portimão e Lagos começaram a disputar a instalação de um segundo colégio.
Este acabou por ser construído em Portimão, por iniciativa de D. Diogo Gonçalves, uma importante figura nacional no período após a Restauração da Independência, que nasceu em Portimão e teve fortes ligações com o oriente português. Uma carta de doação, datada de 26 de Agosto de 1659, entregou todos os seus bens à Companhia de Jesus, no sentido de instalar um estabelecimento de ensino na sua terra natal. Segundo a tradição popular, este terá ordenado a instalação da igreja como agradecimento por ter sobrevivido a uma tempestade no mar, e chegado ao porto de Portimão. Este mito tem vários paralelos com a história do Convento de Nossa Senhora do Desterro, em Monchique, que segundo a tradição teria sido fundado por dois mareantes que estavam em perigo, e que prometeram construir uma igreja na primeira povoação portuguesa que avistassem. Diogo Gonçalves providenciou não só os meios financeiros para a instalação do edifício, como também o sustento dos professores e da restante comunidade da Companhia de Jesus em Portimão. O Colégio de Portimão pode ser considerado como um dos vários exemplos de uma casa religiosa no Algarve fundada principalmente por um só indivíduo ou casal, todos eles membros da nobreza, demonstrando desta forma o interesse das elites locais pelo processo de expansão da rede monástica na região. Um outro caso pode-se encontrar ainda em Portimão, com o Convento de São Francisco, que foi instituído por D. Simão Correia, existindo outros exemplos em Lagoa, Monchique e Loulé.
Segundo a inscrição no túmulo de D. Diogo Gonçalves, a cerimónia do lançamento da primeira pedra teve lugar em 21 de Outubro de 1660. Em Maio de 1663, este obteve do Geral da Companhia de Jesus o reconhecimento oficial como fundador do colégio. Em 13 de Março de 1664, elaborou o seu testamento, onde legou aos padres da Companhia uma renda anual no valor de 300 mil Réis, dez moios de trigo, um lagar de azeite em Estômbar e vários terrenos. D. Diogo Gonçalves falece em 17 de Junho desse ano, aos 73 anos de idade, não chegando a ver o edifício concluído. O colégio começou a funcionar em 1704, de forma provisória. A igreja foi inaugurada ao culto em 3 de Março de 1707, e em Agosto desse ano o colégio foi definitivamente aberto. Nessa altura, era considerado como um colégio menor, que providenciava apenas o ensino básico e secundário, preparando os alunos para a futura entrada na universidade.
O edifício foi construído num local que correspondia ao antigo rossio da povoação, imediatamente no exterior das muralhas, das quais foram descobertos vestígios no lado oriental da praça. Previa-se que área iria ser coberta por uma nova cintura de muralhas, mas que nunca chegaram a ser construídas. Devido à presença de um arco no estilo manuelino no interior da igreja, é possível que o local onde se situa o colégio poderá ter sido ocupado por construções anteriores. Foi desenhado pelo arquitecto e matemático Padre Bartolomeu Duarte, com a colaboração de João Nunes Tinoco. Os construtores foram António Gonçalves, de Lisboa, e os Padres João da Costa e Manuel da Costa.

### Século XVIII
Em 18 de Janeiro de 1717 o mestre João Tomás Ferreira foi contratado para a elaboração do retábulo-mor, mas esta obra não chegou a ser feita, pelo em que em 15 de Junho desse ano foi entregue a Manuel Martins. Desta forma, o retábulo colateral do lado da epístola foi executado em 1718, e no ano seguinte o do lado do evangelho.
Durante o Sismo de 1755, o maremoto terá atingido o Colégio dos Jesuítas, situado a cerca de dez metros de altura em relação ao nível do oceano. O edifício sofreu fortes danos com o sismo, principalmente na abóbada da igreja, tendo várias pessoas ficado soterradas pelos escombros, fazendo seis mortos e muitos feridos. Foi depois alvo de obras de reconstrução, nomeadamente na fachada principal. O colégio em si funcionou apenas durante cerca de meio século como estabelecimento de ensino jesuítico, uma vez que os jesuítas foram expulsos em 1759, por ordem de D. José I, passando então a fazer parte do Erário Régio. O edifício foi depois entregue à Ordem de São Camilo de Lélis, podendo esta já estar instalada no antigo em 1758, embora a tomada de posse só terá acontecido em 18 de Maio de 1780. A ocupação do edifício pelos frades camilos contou com o apoio da rainha D. Maria, que lhes legou uma renda anual de quatro contos de Réis, que antes pertencia à Ordem de Jesus. A utilização do edifício como colégio foi continuada pelos frades camilos. Entretanto, em 1774 D. José I transferiu a propriedade correspondente ao colégio e à sua cerca para a Universidade de Coimbra. Como parte do contrato de emprazamento pela cerca, aquele estabelecimento de ensino devia entregar uma renda de $800 Réis por ano à Ordem de São Camilo. Em 1777 o Marquês de Pombal procurou dividir a Diocese do Algarve em duas partes, com a nova sé instalada no antigo Colégio dos Jesuítas, devido às suas grandes dimensões e possibilidade de ser expandida, se necessário, além que as antigas dependências colegiais poderiam ser reaproveitadas como Paço Episcopal e Casa do Cabido. Porém, este processo não chegou a ser feito devido à morte do rei D. José I.

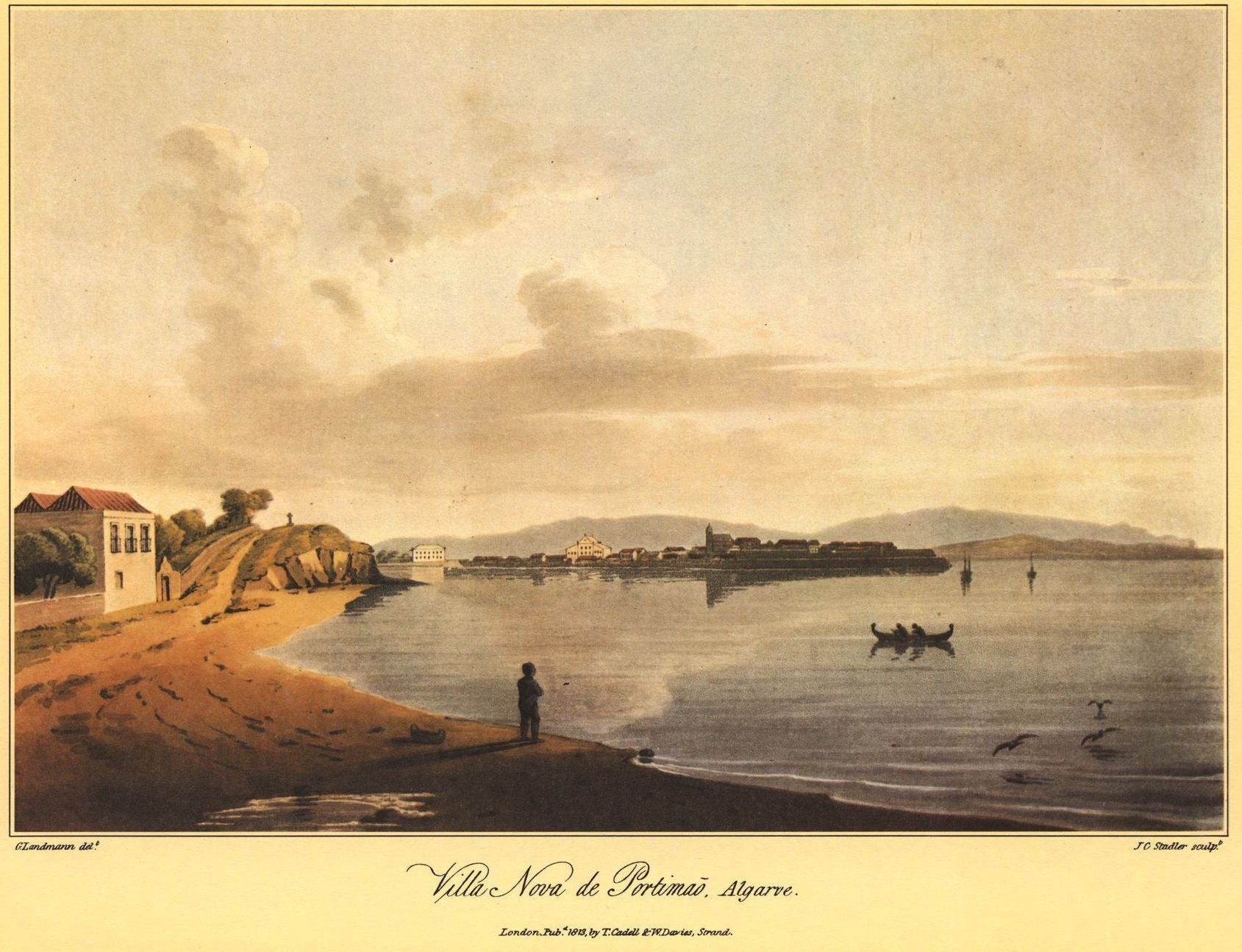
Gravura de 1813 com a vila de Portimão, sendo visíveis os edifícios da Igreja Matriz e do Colégio dos Jesuítas, destacando-se do casario.

### Século XIX
Nos inícios do século XIX, foram executados os retábulos laterais, substituindo as telas que se encontravam naquele local.
Em 1834, o governo iniciou o processo para a extinção das ordens religiosas, no âmbito do qual os frades camilos foram expulsos. O edifício em si foi avaliado em 8000$000 Réis para a sua arrematação em hasta pública, mas não surgiram quaisquer interessados, pelo que continuou a fazer parte do património estatal. A venda dos antigos estabelecimentos religiosos foi regulada por uma carta de lei de 15 de Abril de 1835, que incluiu uma cláusula na qual estavam excluídos os edifícios considerados de utilidade pública. Neste sentido, o Governo Civil de Faro elaborou uma lista de imóveis que, segundo as administrações concelhias, ainda poderiam ser reutilizados, principalmente com funções hospitalares. Este também foi o caso do Convento dos Camilos, onde deveria ser estabelecido um «Hospital ou Casa de Asilo da Infância Desvalida». Este pedido voltou a ser feito numa carta de 23 de Março de 1836 da autarquia de Portimão, onde argumentou que «por sua sumptuosidade e por haver sido uma das casas religiosas dos jesuítas e de ter tão subido valor que ninguém poderá pretende-lo». O bispado também foi consultado no âmbito deste processo, tendo em 1 de Agosto de 1835 produzido a Relação das Igrejas e Capelas dos extintos Conventos deste Bispado do Algarve que nos termos do Decreto de 20 de Junho de 1834 e Instruções devem ser conservadas ou profanadas. Neste documento argumentou pela conservação do Convento dos Camilos, por ser de «nobre arquitectura, podendo estabelecer-se ali a Misericórdia». Com efeito, nessa altura o convento já era reconhecido pela sua importância do ponto de vista cultural, tendo sido classificado como de grande «qualidade artística». Além do convento em si, também foi nacionalizada uma outra propriedade dos frades camilos em Portimão, conhecida como Fazenda das Taipas, que foi vendida em 1835.
Porém, esta tentativa de readaptar todo o edifício a um hospital falhou, e em vez disso foi dividido e entregue a várias organizações locais. O antigo Colégio dos Jesuítas pode ser considerado como o principal exemplo do processo de fragmentação e reutilização dos antigos edifícios monásticos no Algarve, uma vez que albergou uma grande variedade de funções, em diversas fases. Além disso, a igreja também se manteve em funcionamento, tendo sido uma das poucas sobreviventes do processo de extinção das ordens religiosas na região. Em meados do século, um comerciante de Portimão, Luís António Maravilhas, financiou a reconstrução de várias igrejas que ainda não tinham sido reparadas após o Sismo de 1755, incluindo a do antigo colégio. Uma carta de lei de 18 de Agosto de 1853, publicada por Fontes Pereira de Melo, determinou a divisão do edifício, sendo uma parte entregue à Câmara Municipal, enquanto que outra parte, incluindo a igreja e as suas oficinas, foram transferidas para a Santa Casa da Misericórdia e a Ordem Terceira de São Francisco. A Misericórdia ficou com todo o lado ocidental do complexo, mais as casas e o corredor a Norte, e parte da igreja, que partilhou com a Ordem Terceira. No lado ocidental e na zona a Norte da igreja foi instalado o hospital, tendo o primeiro andar sido aproveitado como um albergue para pobres, enquanto que no piso térreo foi criado o Teatro de São Camilo, que era igualmente administrado pela Misericórdia. Os monges da Ordem Terceira montaram um outro hospital no lado Norte, dedicado a São Nicolau, enquanto que a zona Sul foi aproveitada como Tribunal Judicial, administração do concelho e repartição da fazenda, e parte do rés-do-chão foi ocupado por um albergue e uma esquadra da polícia. No relatório de Aires Garrido, governador civil de Faro, sobre a situação da região em 1867, informa-se que todas as repartições públicas estavam sedeadas «em uma parte do edificio que foi antigo collegio dos jesuitas e depois convento de Camillos, concedido á camara para esse fim, existindo na outra parte o hospital de S. Francisco e a misericórdia». Na obra Diccionario Geographico de Pinho Leal, publicada em 1873, o antigo colégio é descrito como «o melhor edificio da villa, e serve actualmente de casa da camara, tribunal das audiências, e outras repartições publicas». Esta divisão em vários proprietários conduziu ao declínio parcial do edifício, uma vez que impediu a realização de um plano global para a sua conservação e recuperação. Assim, apenas algumas partes foram alvo de trabalhos de manutenção, enquanto que outras foram virtualmente deixadas ao abandono.

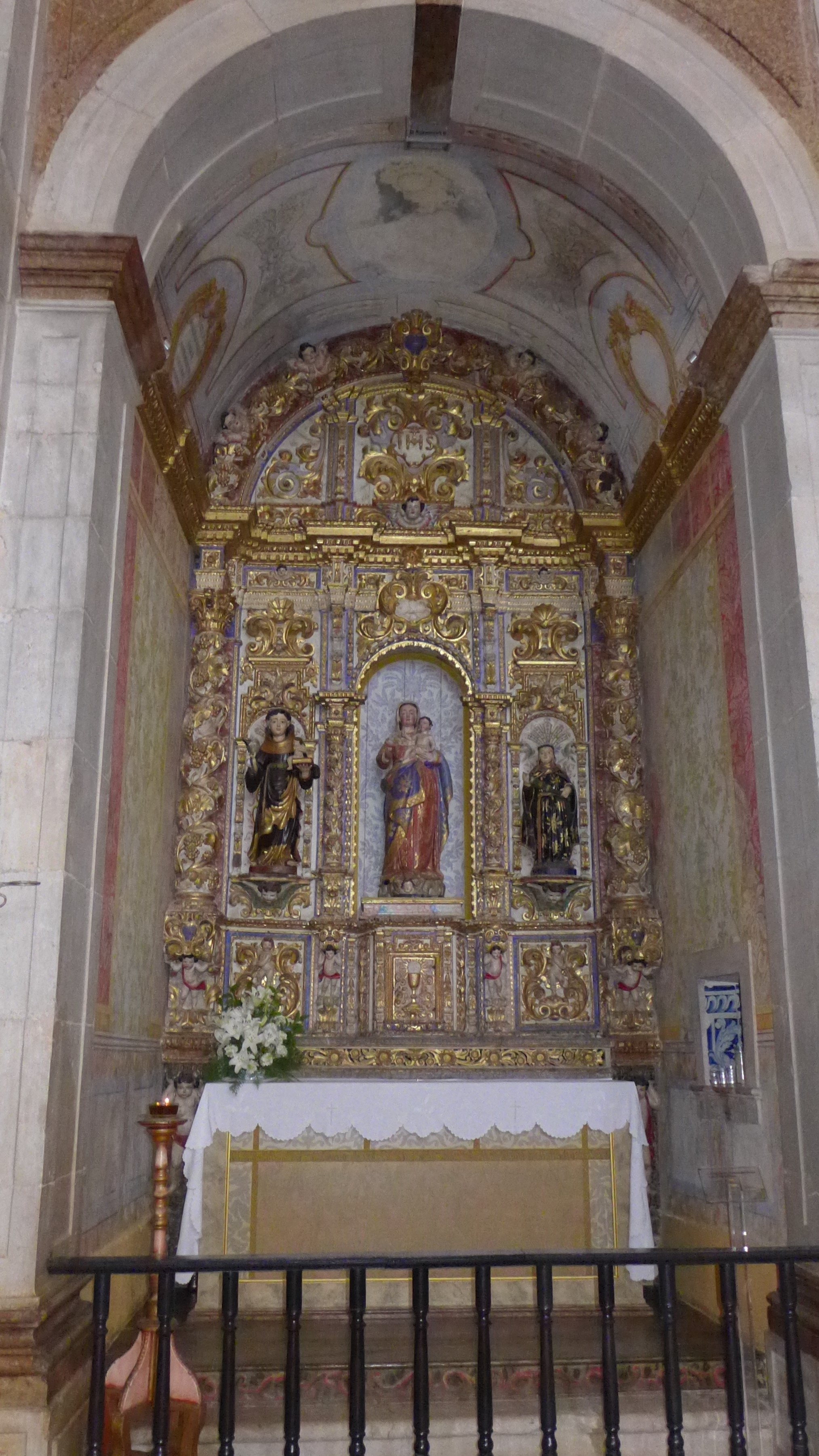
Pormenor de uma das capelas laterais da igreja.

### Séculos XX e XXI
A igreja esteve dedicada apenas a serviços religiosos até aos princípios do século XX, tendo sido depois ocupada pelo Hospital Concelhio e utilizada como capela mortuária até aos princípios da década de 2000. A igreja foi encerrada na década de 1970, devido a problemas de conservação. O Colégio foi classificado como Imóvel de Valor Concelhio pelo Decreto n.º 735/74, de 12 de Dezembro. Foi reclassificado como Imóvel de Interesse Municipal, no âmbito da Lei n.º 107/2001.
Entre 2000 e 2001, foram feitas sondagens arqueológicas na Praça da República, no âmbito da instalação do parque de estacionamento subterrâneo, tendo sido descobertas as ruínas de um antigo engenho de água, que abastecia as hortas da Cerca do Colégio Jesuíta, e que tinha sido entulhado na Década de 1960.  Nos princípios do século XXI iniciou-se um vasto programa de restauro da igreja, financiado principalmente pela autarquia de Portimão, que teve como finalidade recuperar o edifício em si e o seu recheio, no sentido de permitir a realização das cerimónias religiosas, e ao mesmo tempo facilitar a sua futura utilização em eventos culurais, como exposições, concertos e colóquios. As obras foram divididas em duas fases, tendo a primeira sido executada em 2003, abrangendo apenas a fachada. Custou cerca de 252 mil Euros, financiados em 210 mil Euros pelos fundos comunitários, ao abrigo do programa PROAlgarve. A segunda fase iniciou-se em 2007, e debruçou-se sobre o corpo central, tanto no interior como no exterior, com intervenções nas paredes, nos pavimentos e nas coberturas, a remodelação dos equipamentos sonoros e de iluminação, e a recuperação da talha dourada, da estatuária, dos altares e dos frescos. Em Junho de 2008 foi reaberta a igreja, após o final dos trabalhos de conservação. Em 2006, as antigas dependências do colégio estavam a ser ocupadas pelo Museu Diogo Gonçalves, Centro de Apoio a Idosos, pelo Corpo Nacional de Escutas e pela Junta de Freguesia de Portimão, prevendo-se nessa altura que a sede da Junta iria em breve ser transferida para um edifício próprio.
Em Novembro de 2010, Ana Figueiredo apresentou a sua obra O Colégio Jesuíta de Vila Nova de Portimão: Comunidade e Património na igreja do colégio. Nessa altura, estava a ser provisoriamente utilizada como matriz de Portimão, uma vez que a Igreja de Nossa Senhora da Conceição estava em obras. Em 7 de Outubro de 2019 iniciou-se um novo programa de restauro da igreja, que incidiu sobre o retábulo e os frescos do altar-mor. As obras no retábulo incluíram a consolidação da estrutura, a reconstrução dos elementos em talha desaparecidos ou danificados, a limpeza da sujidade acumulada e de repintes do século XIX, o restauro da pintura e do ouro, e a instalação de um novo frontal em talha dourada, de forma a substituir uma janela de vidro, que tinha sido colocada durante trabalhos de conservação anteriores. Foi igualmente feita a limpeza e integração dos frescos no tecto e nas paredes, uma vez que durante as obras de 2008 apenas tinha sido feita a limpeza e consolidação do painel. Estas intervenções tiveram um custo superior a 37 mil Euros, que foi assumido pela Câmara Municipal de Portimão, enquanto que outras despesas, incluindo a renovação dos equipamentos de som e iluminação, foram pagas pela Paróquia de Portimão, em conjunto com a Santa Casa da Misericórdia. A igreja foi oficialmente inaugurada após as obras em 12 de Dezembro de 2019, num evento que incluiu um concerto de música coral.

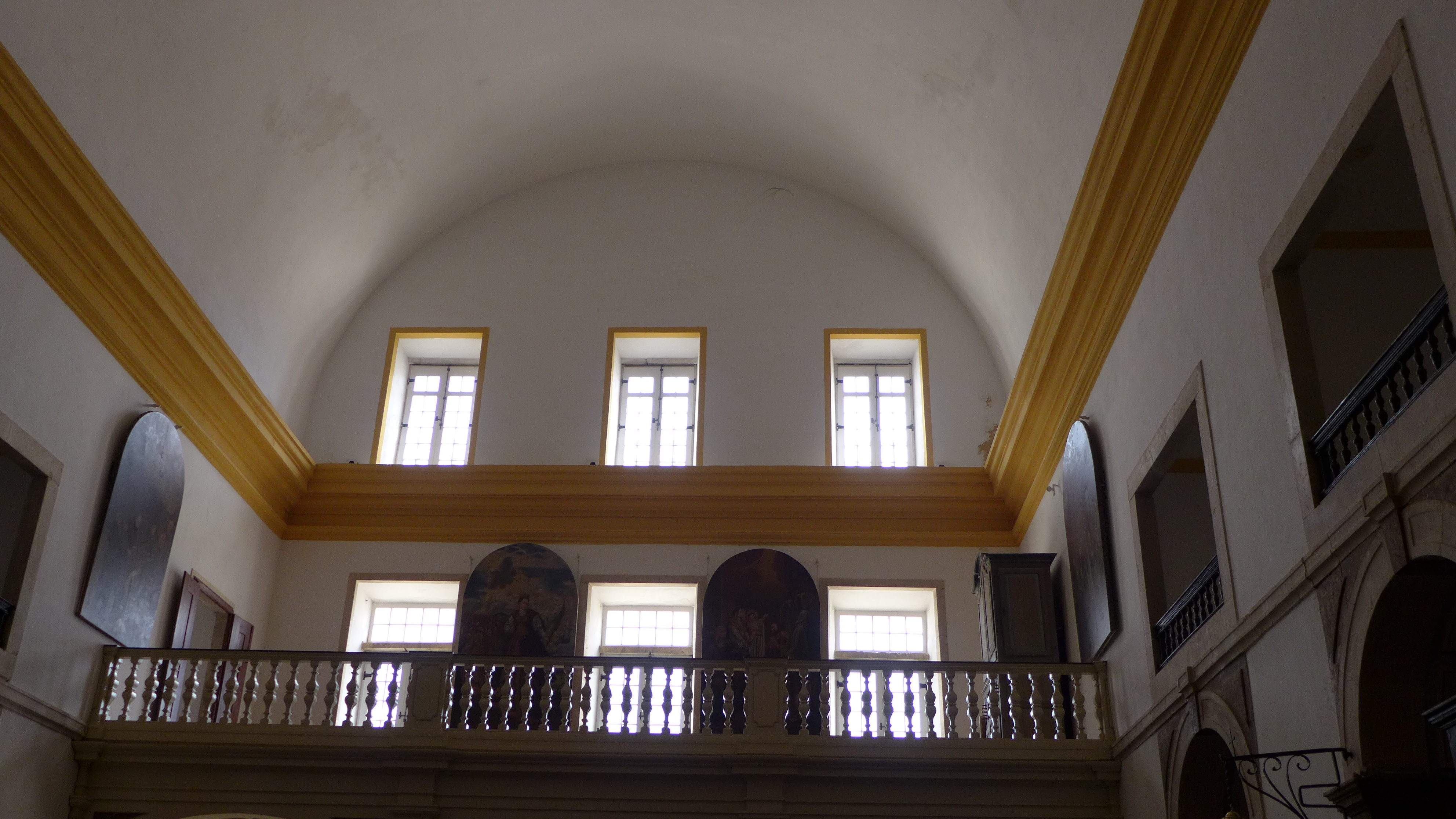
Pormenor do coro alto, no interior da igreja.

## Leitura recomendada
- SERRÃO, Vítor (2003). História da Arte em Portugal - O Barroco. Lisboa: Editorial Presença. 304 páginas. ISBN 9789722330176
- LAMEIRA, Francisco (1988). Itinerário do Barroco no Algarve. [S.l.]: Delegação Regional do Sul da Secretaria de Estado da Cultura
- FIGUEIREDO, Ana (2010). O Colégio Jesuíta de Vila Nova de Portimão: Comunidade e Património (1659-1759). Portimão: Colibri. 174 páginas